# قرة أغاج (تشاراويماق)
قرة أغاج (بالفارسية: قره‌آغاج) هي منطقة سكنية تقع في إيران في ناحية مركزية. يقدر عدد سكانها بـ 4,157 نسمة .